# Sonsorol (wyspa)
Sonsorol (także: Dongosaro, Dongosaru) – wyspa położona na  Oceanie Spokojnym, należąca do państwa Palau, stan Sonsorol. Powierzchnia wyspy wynosi 1,36 km², według spisu z 2000 roku, wyspę zamieszkują około 24 osoby. Jedyną miejscowością na wyspie jest Dongosaru, stolica stanu Sonsorol, położona na jej zachodnim brzegu. 
Wyspa otoczona jest rafą koralową, oddaloną od wybrzeża od 160 do 480 metrów. Wyspa Sonsorol ma około 2 kilometrów długości z północy na południe. Szerokość na północy wynosi około 890 metrów i zwęża się ku południowi. Jest porośnięta palmami kokosowymi i innymi drzewami. Najbliższą wyspą jest niezamieszkana (2000) wyspa Fanna.